# 박이문
박이문(1930년 2월 26일 ~ 2017년 3월 26일)은 대한민국의 철학가이자 포항공과대학교 교양학부 교수를 지낸 교육인이다. 본관은 함양. 본명은 박인희이다.

## 생애
그는 충청남도 아산 출신으로 유학자의 집안에 태어났으며, 서울대학교 불문학과와 대학원을 졸업하였다. 이후 유학하여 프랑스 소르본 대학에서 불문학 박사학위를 취득하고 다시 미국 남캘리포니아 대학에서 철학박사 학위를 취득했다. 이화여자대학교 불문과 조교수(1957∼1961)를 시작으로 미국 렌슬레어 공과대학 철학과 전임강사(1968∼1970), 시몬스 대학 철학과 조교수·부교수·정교수(1970∼1993), 이화여자대학교 및 서울대학교 철학/미학과에서 풀브라이트 초청교수(1980∼1982), 미국 하버드 대학 교육대학원 철학연구소 선임연구원(1983∼1991), 독일 마인츠 대학 초청교수(1985∼1986), 일본 인터내셔널 크리스천 대학 초청교수(1989∼1990)를 역임했다. 2000년 포항공대 교양학부 교수직을 정년퇴임하였다. 2017년 사망하였다.

## 학문
그는 20대 말에 사르트르와 카뮈를 비롯한 실존주의 문학에 대한 평론을 발표하였다. 발레리·에밀 졸라·아나톨 프랑스 등의 작품을 번역했으며, 누보로망과 초현실주의를 연구하였다.

## 저서
- 예술 철학
- 논어의 논리
- 노장사상
- 철학의 여백
- 철학 전후
- 삶에의 태도
- 예술철학
- 인식과 실존
- 하나만의 선택